# I've Got a Feeling
Pistes de Let It Be… Naked
Two of Us One After 909
Pistes de Let It Be
Maggie Mae One After 909
I've Got a Feeling est une chanson des Beatles, parue sur l'album Let It Be le 8 mai 1970 en Grande-Bretagne et dix jours plus tard aux États-Unis. Il s'agit d'une composition du tandem Lennon/McCartney, construite autour de deux chansons distinctes ; Everybody Had a Hard Year de John Lennon qui est incorporée à une chanson écrite par Paul McCartney à propos de sa future femme Linda Eastman.
La chanson est travaillée durant les séances du projet Get Back et fait partie des titres interprétés lors du concert sur le toit de l'immeuble d'Apple le 30 janvier 1969. Elle ne paraît cependant que plus d'un an après, sur l'album Let It Be. Un montage des deux prestations sur le toit apparaît en 2003 sur Let It Be… Naked.

## Genèse
I've Got a Feeling est une chanson issue de deux compositions distinctes de Paul McCartney et John Lennon qui datent de peu avant les séances du projet Get Back. La première, qui porte le titre de la chanson finale, est écrite par McCartney sur un ton optimiste, à propos de ses sentiments pour Linda Eastman, avec qui il va se marier en mars 1969. Une interprétation de la seconde, Everybody Had a Hard Year signée John Lennon, avait été filmée dans le jardin de sa maison en décembre 1968, en compagnie de sa nouvelle conjointe Yoko Ono. Moins développée que dans sa version finale, elle est jouée à la guitare classique en « Travis picking (en) » sur un modèle inspiré par une chanson de cette époque, Julia. Un enregistrement de démonstration a été effectué mais Lennon chante cette fois Everyone Had a Hard Year et les paroles sont loin d'être finalisées.
Les deux chansons sont retravaillées durant ce mois de décembre en collaboration par les auteurs et combinées pour n'en former qu'une seule, comme cela avait été le cas pour A Day in the Life et Baby You're a Rich Man deux ans plus tôt. Contrairement à ces deux chansons, où une des mélodies distinctes est placée tel un pont ou un refrain, cette fois, les deux mélodies sont interprétées en simultané, une dans l'autre. La chanson est présentée au groupe pour la première fois durant les répétitions dans les studios de Twickenham le premier jour des séances de janvier 1969. Plusieurs répétitions, étalées sur quatorze jours, sont visibles dans le film Let It Be et surtout dans le documentaire Get Back, jusqu'à son interprétation à deux reprises sur le toit de leur immeuble le 30 janvier.

## Enregistrement

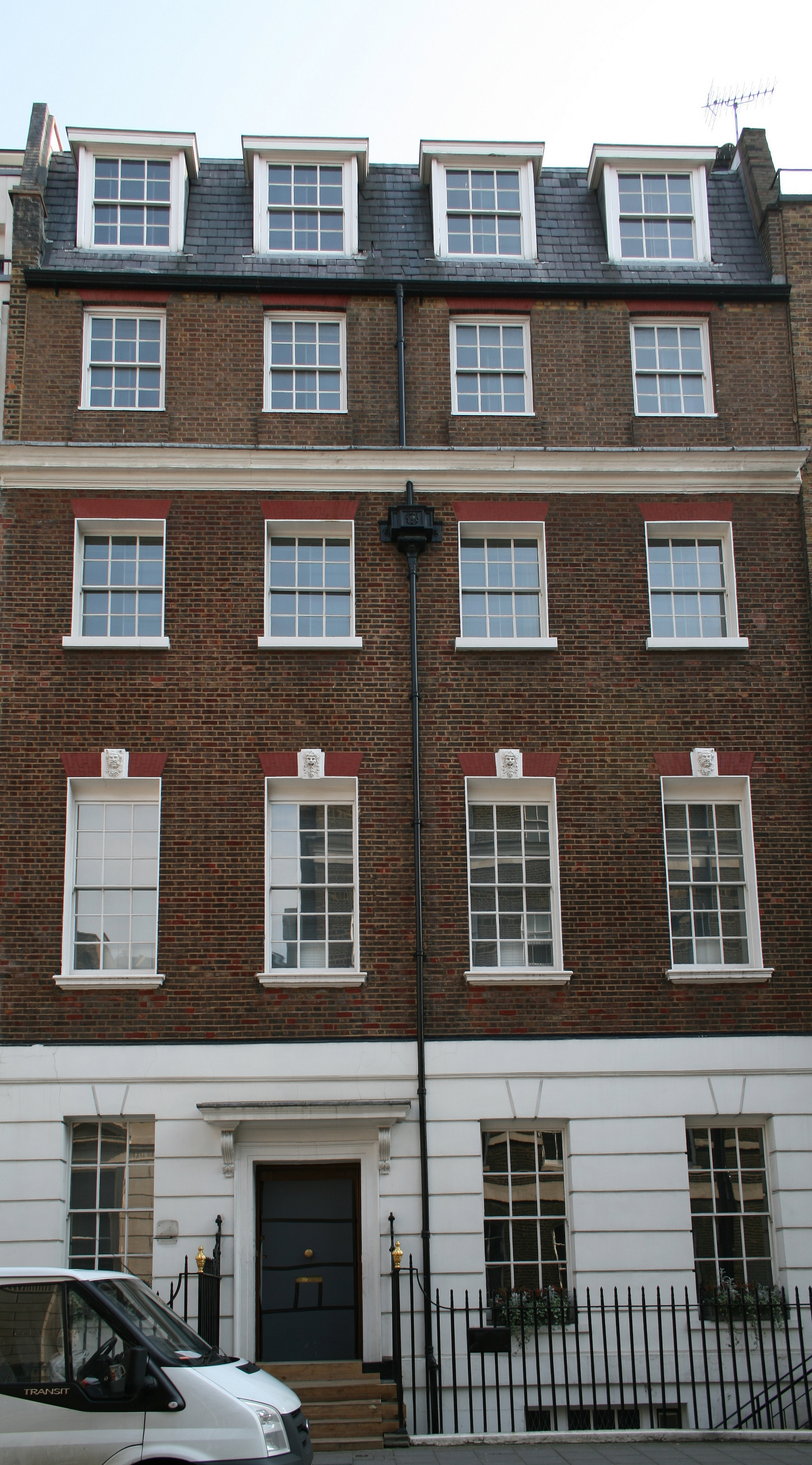
C'est sur le toit de l'immeuble d'Apple que I've Got a Feeling est enregistrée le 30 janvier 1969.

Après avoir effectué des répétitions dans le plateau de tournage froid et caverneux de Twickenham, le groupe s'installe le 22 janvier dans leur propre studio tout neuf au sous-sol de l'immeuble d'Apple Corps, au 3 Savile Row de Londres, un endroit plus adapté. Le pianiste Billy Preston est invité à joindre les séances. Une première prise de I've Got a Feeling — que Lennon surnomme I've Got a Fever — est enregistrée et, bien qu'incomplète, sera utilisée par le producteur Glyn Johns pour ses ébauches d'albums. Une nouvelle prise est enregistrée en fin de journée le 24 janvier et elle est également rejouée les 27 et 28 janvier.
Afin d'avoir une conclusion d'intérêt au film, le groupe effectue une prestation live sur le toit de l'immeuble d'Apple et interprète les chansons Get Back, Don't Let Me Down, Dig a Pony, One After 909 et I've Got a Feeling. Cette dernière est jouée à deux reprises. La première, qui se conclut par la réplique de Lennon « Ooooh my soul… So hard ! », est incluse sur l'album Let It Be et dans le film du même nom. La seconde se termine avec Lennon chantant un vers du standard d'Irving Berlin, A Pretty Girl Is Like a Melody (en). Le concert complet, avec ces deux prestations, est maintenant disponible en streaming sous le nom Get Back: The Rooftop Performance.

### Interprètes
- John Lennon – chant, guitare rythmique
- Paul McCartney – chant, guitare basse
- George Harrison – guitare solo, chœurs
- Ringo Starr – batterie
- Billy Preston – piano électrique

### Équipe technique
- George Martin – producteur
- Glyn Johns – ingénieur du son
- Alan Parsons – ingénieur du son

## Paroles et musique
I've Got a Feeling est une chanson au style oscillant entre le blues rock et, selon Richie Unterberger du site AllMusic, le hard rock. Selon la volonté initiale du projet, le groupe retourne aux sources, chacun reprenant l'instrument qu'il utilisait principalement en tournée : Lennon à la guitare rythmique, McCartney à la basse, George Harrison à la guitare solo, et Ringo Starr à la batterie. Ils sont accompagnés de Billy Preston au piano électrique. Outre les deux chanteurs principaux, le biographe Mark Lewisohn relève des chœurs de Harrison, qu'Allan Pollack déclare ne pas déceler,.

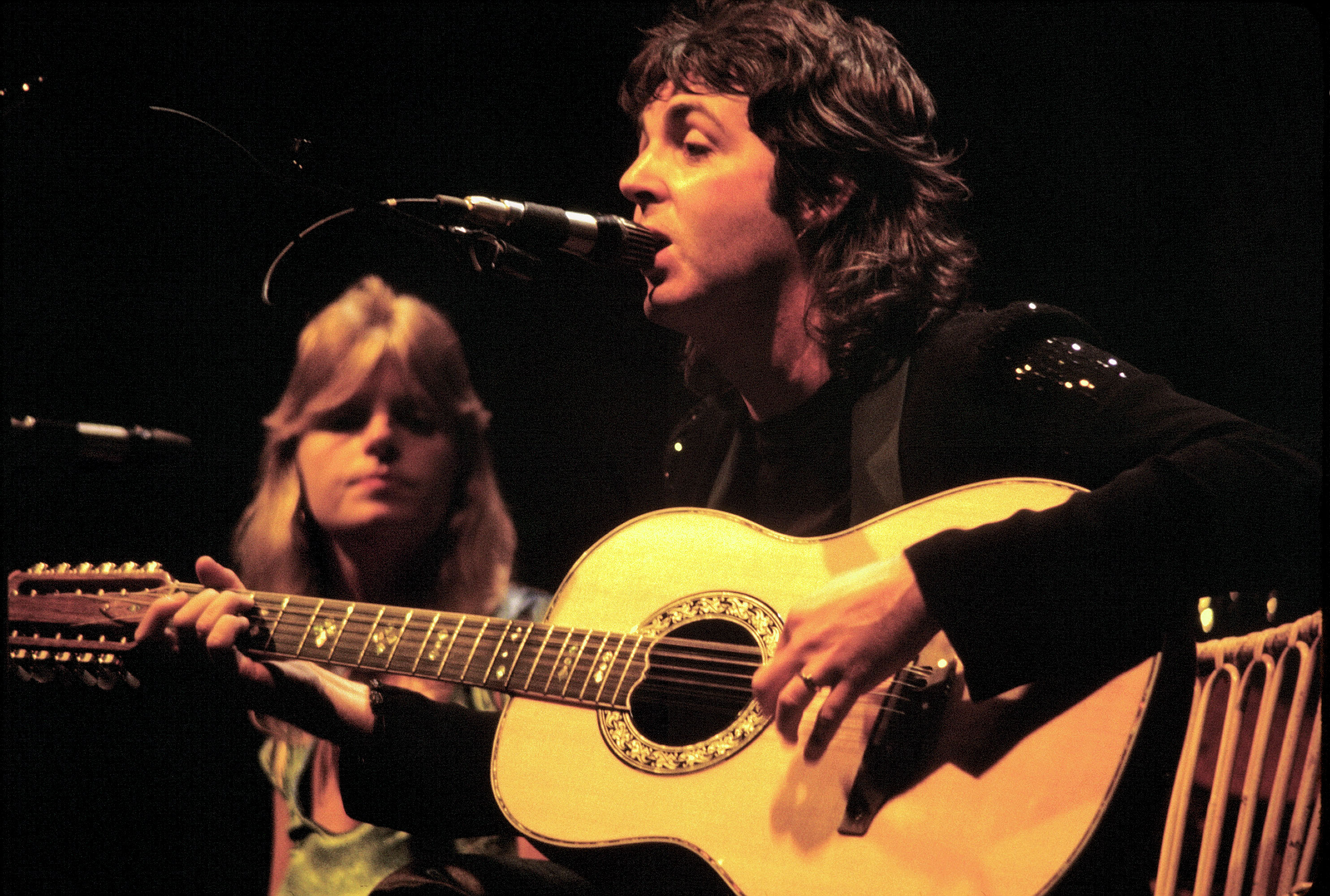
I've Got a Feeling est en partie inspirée par l'amour porté par Paul McCartney à Linda Eastman.

Basée sur un riff de guitare qui entame la chanson, les paroles sont d'abord entonnées par Paul McCartney qui chante sur un ton optimiste ses sentiments à propos de sa future épouse, Linda Eastman, qu'il considère comme la femme qu'il cherchait. À sa voix, celle de John Lennon répond comme un écho en ponctuant les « oh yeah! » Sur le pont de sa chanson, McCartney livre une des performances vocales dont il a le secret (on pense par exemple à I'm Down, Oh! Darling ou à la coda de Hey Jude), d'une voix puissante et aigüe, pratiquement hurlée, avec un débit saccadé. Le musicologue Allan W. Pollack louange ce passage, impressionné par le fait que le bassiste chante de cette façon tout en jouant une ligne de basse « virtuose ». Dans la deuxième partie, Lennon entonne sa propre chanson, sur une note plus pessimiste, Everybody Had a Hard Year (« tout le monde a eu une année difficile »), McCartney répondant cette fois-ci à ses « oh yeah! » Enfin, la chanson s'achève sur une superposition des deux thèmes.
Allan W. Pollack remarque que l'idée de mêler deux chansons sans pour autant qu'il s'agisse d'un medley rappelle des morceaux des comédies musicales The Music Man et West Side Story. Il considère cependant que le duo Lennon/McCartney a largement sous-exploité le potentiel de la chanson en ne parvenant pas à composer un contraste assez flagrant entre les deux parties. À l'inverse, la chroniqueuse Denise Sullivan, d'AllMusic, trouve le morceau clairement sous-évalué.

## Parution et reprises
Comme beaucoup de chansons du projet Get Back, I've Got a Feeling reste un temps inexploitée. Aucun des membres du groupe n'a en effet le courage de s'atteler au laborieux travail de traitement des bandes. L'ingénieur Glyn Johns tente de préparer un album à partir de ce matériel en mars 1969, mais le projet n'aboutit pas. Les Beatles préfèrent par ailleurs se consacrer à ce qui doit être leur dernier album, Abbey Road, un projet qui leur tient plus à cœur que Get Back, qui leur semble être sans potentiel.
Après la sortie d'Abbey Road, John Lennon quitte le groupe. En janvier 1970, une troisième tentative d'album mixé par Glyn Johns est prévue de sortir en même temps que le film. Après avoir travaillé avec Phil Spector sur son single Cold Turkey, Lennon suggère au nouveau manager des Beatles, Allen Klein, de lui refiler les bandes afin qu'il en refasse un nouveau mixage. L'album Let It Be sort en mai. La première prise de I've Got a Feeling du « rooftop concert » ouvre la face 2, la huitième chanson de l'album.
En 2003, à l'initiative de Paul McCartney et George Martin, sort Let It Be… Naked, une relecture de l'album Let It Be sans les retouches de Phil Spector. Le mixage de cette version inédite de I've Got a Feeling, réalisé par les ingénieurs du son Guy Massey et Paul Hicks, est un montage des deux enregistrements live du 30 janvier 1969 et est placée en sixième position sur le disque. Cette version se retrouvera aussi sur l'album compilation Tomorrow Never Knows paru exclusivement en téléchargement sur itunes en 2012. Déjà entendue sur Anthology 3 en 1996, une répétition inachevée, enregistrée le 22 janvier, a été placée sur une des ébauches de l'album Get Back, mixée en mai 1969 par Glyn Johns. Cet album a été inclus en supplément dans le boîtier Super Deluxe de Let It Be en 2021. La prise 10, enregistrée le 27, est aussi incluse sur un autre disque de cette collection. En 2021, le documentaire The Beatles: Get Back présente le concert au complet, bien qu'interrompu par divers interviews sur place, et l'année suivante, la bande son complète du concert est publiée en streaming. Subséquemment, lors de sa tournée Got Back (en) en 2022, McCartney chante I've Got a Feeling en duo avec la voix isolée son ancien partenaire disparu, dont l'image, tirée de la prestation du concert des Beatles sur le toit, est projetée sur écran.
Plusieurs reprises de la chanson ont été enregistrées. L'une d'entre elles est de Billy Preston sur son album Encouraging Words de 1970. D'autres reprises ont été enregistrées par la suite, notamment par Pearl Jam et le groupe Tesla. Une reprise a été faite dans la série d'animation Beck en 2004.